# Bahía de Sagami
El golfo de Sagami, también conocido como bahía de Sagami o mar de Sagami (en japonés: 相模湾, Sagami-wan) es un golfo —o bahía— de Japón en aguas del océano Pacífico localizado en la parte central de la costa meridional de la gran isla de Honshū, en el sur de la prefectura de Kanagawa. Está limitado:  al este, por la península de Miura, en Kanagawa;  al oeste, por la península de Izu, en la prefectura de Shizuoka; al norte, por la costa de Shōnan; y como límite sur, la isla de Izu Oshima. Se encuentra aproximadamente a 40 kilómetros al suroeste de la capital, Tokio. Las principales ciudades de la bahía son Odawara, Chigasaki, Fujisawa, Hiratsuka, Ito y Kamakura.
La profundidad máxima de la bahía es de unos 1500 m.

## Historia
El epicentro del gran terremoto de Kanto en 1923 fue muy por debajo de la isla Izu Oshima en la bahía de Sagami. Esto devastó Tokio, la ciudad portuaria de Yokohama, las zonas próximas de las prefecturas de Chiba, Kanagawa y Shizuoka, y causó daños generalizados en toda la región de Kanto. La naturaleza superficial del fondo del mar en el norte de la bahía, y el efecto de canalización del tsunami y la energía de las olas del tifón contribuyeron a que ciertas partes de la costa de Shonan sufriesen daños considerables, incluyendo la destrucción del templo del Gran Buda de Kōtoku-in, o Daibutsu, durante el tsunami masivo de 1498.
Las pruebas de vela de los Juegos Olímpicos de Tokio 1964 se organizaron en la bahía de Sagami, con la construcción de un nuevo puerto marítimo en Enoshima.

## Medio natural
La bahía es caldeada por una rama de la cálida corriente de Kuroshio, lo que le permite albergar organismos marinos típicos de las regiones más meridionales y propicia un suave clima en las tierras que la bordean. Intrusiones de la corriente Oyashio también llevan a la bahía organismos procedentes de las regiones sub-árticas, lo que resulta en una biodiversidad muy alta. Es el sitio de un estudio principal en los programas de investigación de la Universidad de Tokio (ORI) y de la Agencia Japonesa de Ciencias Marinas y Tecnología (JAMSTEC).  En 2004, se encontró que muestras del suelo de la bahía contienen contaminación radiactiva de las pruebas nucleares en el atolón Bikini que tuvieron lugar desde 1946 a 1958.